# Neorutenbergia usagarae
Neorutenbergia usagarae är en bladmossart som beskrevs av Maurice Bizot och Tamás Pócs 1974. Neorutenbergia usagarae ingår i släktet Neorutenbergia och familjen Rutenbergiaceae. Inga underarter finns listade i Catalogue of Life.